# Baloži
Baloži es una villa de Letonia situada en la municipalidad de Ķekava. Se encuentra a 12 km al sur de la capital Riga.

## Historia
La fundación de la villa se remonta al final de la Segunda Guerra Mundial. En 1947 se crea la fábrica de turba Baloži alrededor de la cual se instalaron colonias de obreros que fueron creciendo hasta conformar la actual villa. 
A pesar de protestas públicas en 2009 la villa se convirtió en parte del municipio de Ķekava debido a reformas administrativas.
- Datos: Q757043
- Multimedia: Baloži / Q757043